# Сграда на 51-во основно училище (Солун)
Сградата на 51 основно училище (на гръцки: 51ο Δημοτικό Σχολείο Θεσσαλονίκης) е историческа училищна постройка в град Солун, Гърция.

## Местоположение
Сградата е разположена на улица „Касандрос“ № 54.

## История
Училището е основано между 1876 и 1879 година под името Училище за прогрес (Mekteb-i Terakki) от богатите евреи дьонме - частно училище, което цели да доведе западните научни знания в Османската империя. Сградата е построена за настаняване на училището. Училището за прогрес е едно от най-прогресивните османски училища, тъй като е едно от първите, които преподават чужди езици и имат женски отдел и отдел за възрастни. В началото на XX век училището е преименувано на Търговско училище за напредък (Yadighiar-iTerakki Ticaret Mektebi) и се създава клон на училището в квартала Хамидие. През 1912 година, поради Балканската война много мюсюлмани напускат Солун и в училището остават много малко ученици. В 1916 година в сградата е разположена част от жандармерията. В 1923 година всички мюсюлмани се изселватот Солун, последната част на училището е затворена и сградата става собственост на гръцката държава. От края на Втората световна война в сградата се помещава 51-во основно училище. Обявена е за защитен обект през 1983 година.

## Архитектура
В архитектурно отношение е двуетажна правоъгълна сграда с полусутерен и керемиден покрив. Архитектурата е еклектична като има елементи от необарока - фронтонът над входната врата, но също така и от неокласицизма - абсолютна симетрия във вертикалната ос, но също така и в отворите. Първият и вторият етаж се разграничават чрез използването на различен декоративен ключ над прозорците. Централната ос се подчертава от централната врата и единствения балкон на сградата, който оригинално е с балюстради, а не с метален парапет. Тази ос завършва с необароков фронтон, от който е оцеляла само малка част от надписа. Голямата, двукрила дървена врата с полукръгъл прозорец е заменена с метална.